# Amphiprion percula
Amphiprion percula là một loài cá hề thuộc chi Amphiprion trong họ Cá thia. Loài này được mô tả lần đầu tiên vào năm 1802.

## Từ nguyên
Từ định danh được ghép bởi hai từ trong tiếng Latinh: perca ("cá rô") và ula (hậu tố mang ý nghĩa "bé nhỏ"), không rõ hàm ý mà tên gọi này đề cập đến.

## Phạm vi phân bố và môi trường sống
A. percula được ghi nhận ở vùng biển phía bắc và tây của đảo New Guinea (bao gồm New Britain), quần đảo Solomon và Vanuatu, trải dài dọc theo rạn san hô Great Barrier ở phía nam. Loài này sinh sống gần các rạn san hô ngoài khơi và trong đầm phá ở độ sâu đến ít nhất là 15 m. A. percula không được biết đến tại Nouvelle-Calédonie và Fiji, mặc dù Fowler (1959) đã ghi nhận loài này tại những khu vực đó.
A. percula sống cộng sinh với ba loài hải quỳ là Heteractis magnifica, Heteractis crispa và Stichodactyla gigantea. Các loài cá hề sống với cùng một loài hải quỳ thường có các kiểu phân bố vị trí khác nhau trong cùng một khu vực, như ở Papua New Guinea, A. percula và Amphiprion perideraion cùng sống cộng sinh với hải quỳ H. magnifica, nhưng A. percula chiếm giữ các bụi H. magnifica gần bờ, còn A. perideraion sống trong các bụi H. magnifica ngoài khơi xa.

## Mô tả
A. percula có chiều dài cơ thể tối đa được ghi nhận là 11 cm. A. percula có màu cam sáng với ba dải sọc trắng; dải giữa có phần lồi ra về phía đầu. Các dải trắng này thường được viền màu đen sẫm (kể cả các vây), trong khi viền đen quanh dải trắng của Amphiprion ocellaris không bao giờ đậm nét.
Những cá thể sống cộng sinh với hải quỳ S. gigantea có dải viền đen rất sẫm, và ở một số cá thể, dải đen này rất dày.
Số gai ở vây lưng: 9–10; Số tia vây ở vây lưng: 14–17; Số gai ở vây hậu môn: 2; Số tia vây ở vây hậu môn: 11–13. A. ocellaris có 11 gai vây lưng (ít khi 10) so với 10 gai (ít khi 9) ở A. percula, và phần gai này của A. ocellaris cao hơn so với A. percula.

## Sinh thái học
Như những loài cá hề khác, A. percula cũng là một loài lưỡng tính tiền nam (cá cái trưởng thành đều phải trải qua giai đoạn là cá đực) nên cá đực có kích thước nhỏ hơn cá cái. Một con cá cái sẽ sống thành nhóm cùng với một con đực lớn (đảm nhận chức năng sinh sản) và nhiều con đực nhỏ hơn. Trứng được cá đực lớn bảo vệ và chăm sóc cho đến khi chúng nở.
Thức ăn của A. percula là động vật phù du, một số loài thủy sinh không xương sống nhỏ và tảo.
Cá bột A. percula sử dụng khứu giác để phát hiện những kẻ săn mồi và để định vị nơi cư trú trên rạn san hô, nhưng quá trình acid hóa đại dương tăng lên được cho là có thể ảnh hưởng đến khả năng phân biệt bằng khứu giác của chúng, cũng như nhiều loài cá rạn san hô khác. Tuy nhiên, một nghiên cứu vào năm 2020 của Clark và các đồng nghiệp đã phản bác lại điều này. Họ cho rằng, quá trình acid hóa đại dương không làm suy yếu hành vi của cá rạn san hô. Điều này làm dấy lên sự tranh cãi giữa các bên.

## Thương mại
A. percula được đánh bắt bởi những người thu mua cá cảnh và đã được nhân giống trong điều kiện nuôi nhốt.